# عبد الخالق صالح
عبد الخالق صالح (1913 - 1978) ممثل مصري من مواليد 1913، تخرج من كلية الشرطة، وأنهى حياته العسكرية لواء بالشرطة، وبدأ حياته الفنية عام 1958، مع المخرج عز الدين ذو الفقار، عمل في المسرح العسكري 
ومع ثلاثي أضواء المسرح، ومثّل في بعض الأفلام المشتركة، من أهم الأفلام التي اشترك في تمثيلها (السلم  الخلفي، الرجل الثاني، الأشرار، بداية ونهاية، ليل وقضبان، بنات في الجامعة)

## أفلامه
- ليل وقضبان 1973
- السلم الخلفي 1973 - عمر صاحب البيت
- الشيطان امرأة 1972
- أغنية على الممر 1972
- الشيماء 1972 - العباس بن عبد المطلب
- وكر الأشرار 1972
- البعض يعيش مرتين 1971
- حسناء المطار 1971
- بنات في الجامعة 1971
- ورد وشوك 1970
- الأشرار 1970 - عرفان
- الساعات الرهيبة 1970
- عين الحياة 1970
- الوادى الأصفر 1970
- صراع المحترفين 1969
- نشال رغم أنفه 1969
- جزيرة العشاق 1968
- الست الناظرة 1968
- العيب 1967 - مدير المصلحة
- عندما نحب 1967
- وداعًا أيها الليل 1966
- غرام في أغسطس 1966
- خان الخليلي 1966
- من أحب 1966
- تنابلة السلطان 1965
- ابن كليوباترة 1965
- الرجال لا يتزوجون الجميلات 1965
- صبيان وبنات 1965
- حكاية العمر كله 1965 - الطبيب
- فجر يوم جديد 1965 - عبد الله
- الشقيقان 1965
- بنت عنتر 1964
- ألف ليلة وليلة 1964
- الابن المفقود 1964
- من أجل حنفي 1964
- أنا وهو وهي 1964
- الطريق 1964
- الجاسوس 1964
- اعترافات زوج 1964 - الدكتور ناشد
- فتاة شاذة 1964
- اللهب 1964
- زوج في إجازة 1964
- ابن كليوباترا 1964
- فتاة شيطانة 1964
- العمر أيام 1964 - والد وداد
- ثمن الحب 1963 - علوي بيه علوي
- شباب طائش 1963
- عروس النيل 1963
- عريس لأختى 1963 - أبو امال
- Cairo 1963
- النظارة السوداء 1963
- الليلة الأخيرة 1963 - د. عمار
- المتمردة 1963
- المجانين في نعيم 1963
- حياة عازب 1963 - سي عبده
- سر الهاربة 1963 - يونس
- أميرة العرب 1963
- حب لا أنساه 1963 - رفعت باشا والد آمال
- سر الغائب 1962
- دنيا البنات 1962
- الأشقياء الثلاثة 1962 - والد فتحي
- مذكرات تلميذة 1962
- أيام بلا حب 1962
- يوم بلا غد 1962
- أنا الهارب 1962
- كلهم أولادي 1962 - الأب
- الرجل الثعلب 1962
- سلاسل من حرير 1962
- فطومة 1961 - المحقق
- لا تطفئ الشمس 1961 - عزت بك (شقيق الأم)
- لن أعترف 1961
- دماء على النيل 1961
- السبع بنات 1961 - منصور بيه /مدير الشركة
- طريق الدموع 1961
- عنتر بن شداد 1961
- في بيتنا رجل 1961 - همام بك
- بداية ونهاية 1960
- غراميات امرأة 1960 - والد مراد
- عنتر يغزو الصحراء 1960 - الأمير زهير
- الرجل الثاني 1959 - شريف /الرجل الأول
- سلفنى 3 جنيه 1939 - أحد حراس الأمن لبوابة نادي الملاكمة المجاور لمنزل عثمان عبد الباسط ( علي الكسار )
- جهاز العروسة

## مسلسلاته
- ناعسه 1970 - مسلسل
- الرقم المجهول 1969 - مسلسل
- مفتش المباحث 1968 - مسلسل
- الأبواب المغلقة 1966 - أبو نيفين
- لمن نحيا 1962 - مسلسل

## مسرحياته
- طبيخ الملايكة 1964 - مسرحية